# (842) Kerstin
(842) Kerstin es un asteroide perteneciente al cinturón exterior de asteroides descubierto el 1 de octubre de 1916 por Maximilian Franz Wolf desde el observatorio de Heidelberg-Königstuhl, Alemania.
Se desconoce la razón del nombre.